# Артичанка
Артичанка — річка у Івацевицькому районі, Берестейська область, Білорусь. Права притока Щари (басейн Німану).

## Опис
Довжина річки 6 км. Формується безіменними струмками. Річище від витоку на всьому протязі каналізоване.

## Розташування
Бере початок за 3,5 км на південний захід від селища Сосновий Бір. 
Тече переважно на північний захід хвойним лісом через урочище Артичанка та заболоченою місциною і на схід від села Вишнівка впадає у річку Щара, ліву притоку Німану. Річку перетинають автомобільні шляхи М1 та Р2.